# ロス・ラゴス州

ロス・ラゴス州
X Región de Los Lagos

ロス・ラゴス州（Región de los Lagos）＝X州（第十州）は、チリ南部の州。州都はプエルトモント（Puerto Montt）。州名のロス・ラゴスとは、スペイン語で湖という意味。
チロエ島がこの州に属している。

## 隣接州
- ロス・リオス州
- ネウケン州
- リオネグロ州
- チュブ州
- アイセン・デル・ヘネラル・カルロス・イバニェス・デル・カンポ州

## 行政区分
四つの県から構成される。
- オソルノ県（スペイン語版、英語版）
- ジャンキウエ県
- チロエ県（スペイン語版、英語版）（チロエ島）
- パレナ県（スペイン語版、英語版）